# South San Francisco, Kalifornien
South San Francisco är en stad (city) i San Mateo County, i delstaten Kalifornien, USA. Enligt United States Census Bureau har staden en folkmängd på 64 409 invånare (2011) och en landarea på 23,7 km².